# Celtic Woman: Believe
Believe es el séptimo álbum de estudio de la agrupación musical irlandesa Celtic Woman, publicado oficialmente el 24 de enero de 2012 por Manhattan Records y distribuido por Universal Music.

## Antecedentes
Believe se concibe originalmente como un álbum recopilatorio y es lanzado en Japón el 25 de mayo de 2011. Este lanzamiento tiene como finalidad promover la producción cinematográfica nipona Princess Toyotomi (プリンセス トヨトミ), estrenada ese mismo año, para la cual Celtic Woman participó en la grabación de la banda sonora, interpretado el tema principal del film en dos versiones un tanto diferentes una de otra. Este es el primer álbum en donde participa oficialmente la cantante Lisa Lambe a diferencia de su reservada aparición en el álbum de estudio predecesor «Songs from the Heart». El álbum recopilatorio lanzado por Celtic Woman no corresponde a la banda sonora oficial de la película.

## Álbum Oficial
La planeación para lanzar Believe como un álbum de estudio se da a mediados de 2011, en donde se llevan a cabo las grabaciones definitivas del disco y más tarde, en medio de la última etapa de su gira Songs from the Heart, el 7 de septiembre se presentan en el Teatro Fox, en Atlanta, GA, Estados Unidos y graban su nuevo especial de televisión titulado «Celtic Woman: Believe». El nuevo concierto presenta un renovado repertorio de éxitos contemporáneos y melodías con influencia celta e irlandesa clásica. El concierto fue transmitido en Estados Unidos por PBS el 3 de diciembre de 2011.
Las vocalistas en esta séptima producción oficial del grupo son Chloë Agnew, Lisa Lambe, Lisa Kelly y la violinista Máiréad Nesbitt, sin embargo la edición alemana cuenta también con la cantante Susan McFadden.

## Believe Tour
Con el lanzamiento del álbum se planificó la gira Believe Tour 2012, por Norteamérica, entre febrero y abril; por Europa, entre mayo y junio y por Sudáfrica a finales de septiembre e inicios de octubre de 2012. Este es el primer tour en que no participa la vocalista Lisa Kelly, quien por tener descanso por maternidad decidió dejar el grupo temporalmente. En su reemplazo llegó la vocalista Susan McFadden quien antes de comenzar la primera etapa de la gira Believe Tour, grabó un tema grupal junto al destacado cantante Chris De Burgh. Lisa Kelly anunció su partida definitiva en enero de 2013.

## Lista de Temas

### Edición Estándar
| Believe |                                                                         |                                     |          |  |
| N.º     | Título                                                                  | Intérprete(s)                       | Duración |  |
| 1.      | «Awakening»                                                             | Agnew / Kelly / Nesbitt / Lambe     | 5:16     |  |
| 2.      | «Nocturne»                                                              | Agnew / Nesbitt                     | 3:35     |  |
| 3.      | «Sailing»                                                               | Agnew / Kelly / Nesbitt / Lambe     | 4:10     |  |
| 4.      | «The Foxhunter»                                                         | Máiréad Nesbitt                     | 3:30     |  |
| 5.      | «The Water Is Wide»                                                     | Kelly / Nesbitt                     | 3:32     |  |
| 6.      | «Bridge over Troubled Water»                                            | Agnew / Kelly / Lambe               | 4:05     |  |
| 7.      | «Black Is the Colour»                                                   | Lisa Lambe                          | 3:46     |  |
| 8.      | «Follow On»                                                             | Lisa Kelly                          | 4:52     |  |
| 9.      | «Ave Maria»                                                             | Chloë Agnew                         | 4:21     |  |
| 10.     | «Téir Abhaile Riú»                                                      | Agnew / Kelly / Nesbitt / Lambe     | 4:05     |  |
| 11.     | «You'll Never Walk Alone»                                               | Agnew / Kelly / Nesbitt / Lambe     | 4:00     |  |
| 12.     | «A Spaceman Came Travelling»                                            | Lisa Lambe                          | 3:50     |  |
| 13.     | «Songs from the Heart: (I) Walking The Night (II) The World Falls Away» | Agnew / Lambe Agnew / Kelly / Lambe | 6:43     |  |
| 14.     | «A Woman's Heart»                                                       | Agnew / Kelly / Lambe               | 4:27     |  |
| 15.     | «The Parting Glass»                                                     | Agnew / Kelly / Nesbitt / Lambe     | 4:12     |  |
| 64:23   |                                                                         |                                     |          |  |

### Believe (Edición De Lujo)
- La edición de lujo de Believe fue comercializada en Estados Unidos como una edición especial para las tiendas Barnes & Noble, la misma edición se comercializó independiente y exclusivamente en las ediciones japonesa y australiana del disco.

Esta versión alterna del álbum contiene dos bonus tracks en vivo, extraído de la grabación del concierto.
| Believe (Deluxe Edition) |                                |                                 |          |  |
| N.º                      | Título                         | Intérprete(s)                   | Duración |  |
| 16.                      | «Smile (Live)»                 | Agnew / Kelly / Nesbitt / Lambe | 2:32     |  |
| 17.                      | «Green Grow The Rushes (Live)» | Agnew / Kelly                   | 3:56     |  |
| 70:51                    |                                |                                 |          |  |

### Believe (Edición Alemana)
| Believe (German Edition) |                                                                         |                                               |          |  |
| N.º                      | Título                                                                  | Intérprete(s)                                 | Duración |  |
| 12.                      | «Songs From The Heart: (I) Walking The Night (II) The World Falls Away» | Agnew / Lambe Agnew / Kelly / Lambe           | 6:43     |  |
| 13.                      | «A Woman's Heart»                                                       | Agnew / Kelly / Lambe                         | 4:27     |  |
| 14.                      | «The Parting Glass»                                                     | Agnew / Kelly / Nesbitt / Lambe               | 4:12     |  |
| 15.                      | «I'm Counting on You (ft. Chris de Burgh)»                              | Agnew / McFadden / Nesbitt / Lambe / de Burgh | 5:06     |  |
| 16.                      | «Green Grow The Rushes (Live)»                                          | Agnew / Kelly                                 | 3:56     |  |
| 17.                      | «Dúlaman»                                                               | Lisa Lambe                                    | 2:56     |  |
| 18.                      | «Tears In Heaven»                                                       | Chloë Agnew                                   | 4:18     |  |
| 76:48                    |                                                                         |                                               |          |  |

### Believe (Edición Sudamericana)
| Believe (Southamerican Edition) |                                            |                                               |          |  |
| N.º                             | Título                                     | Intérprete(s)                                 | Duración |  |
| 16.                             | «I'm Counting on You (ft. Chris de Burgh)» | Agnew / McFadden / Nesbitt / Lambe / de Burgh | 5:06     |  |
| 17.                             | «Smile (Live)»                             | Agnew / Kelly / Nesbitt / Lambe               | 2:36     |  |
| 18.                             | «Mná na hÉireann (Live)»                   | Máiréad Nesbitt                               | 3:54     |  |
| 19.                             | «Green Grow The Rushes (Live)»             | Agnew / Kelly                                 | 3:57     |  |
| 79:56                           |                                            |                                               |          |  |

### Edición Bootleg (No oficial)
- Esta versión del álbum ha aparecido en pocos sitios de internet y, a diferencia de la ediciones oficiales, este bootleg resulta ser la edición más completa del álbum, ya que incluye todos los temas extras incluidos en las ediciones especiales del lanzamiento.

| Believe (Deluxe Edition) |                                            |                                               |          |  |
| N.º                      | Título                                     | Intérprete(s)                                 | Duración |  |
| 16.                      | «Princess Toyotomi»                        | Agnew / Kelly / Nesbitt / Lambe               | 4:24     |  |
| 17.                      | «The Water Is Wide (All Ensemble Version)» | Agnew / Kelly / Nesbitt / Lambe               | 3:31     |  |
| 18.                      | «I’m Counting on You (ft. Chris de Burgh)» | Agnew / McFadden / Nesbitt / Lambe / de Burgh | 5:06     |  |
| 19.                      | «Dúlaman»                                  | Lisa Lambe                                    | 2:55     |  |
| 20.                      | «Tears In Heaven»                          | Chloë Agnew                                   | 4:17     |  |
| 21.                      | «Smile (Live)»                             | Agnew / Kelly / Nesbitt / Lambe               | 2:36     |  |
| 22.                      | «Mná na hÉireann (Live)»                   | Máiréad Nesbitt                               | 3:54     |  |
| 23.                      | «My Heart Was Home Again (Live)»           | Kelly / Lambe                                 | 4:33     |  |
| 24.                      | «Green Grow the Rushes (Live)»             | Agnew / Kelly                                 | 3:57     |  |
| 25.                      | «Princess Toyotomi (Film Version)»         | Agnew / Kelly / Nesbitt / Lambe               | 4:34     |  |
| 104:10                   |                                            |                                               |          |  |

### Believe (Edición Japonesa)
- La versión japonesa de Believe se estrenó el 25 de mayo de 2011. Todas las canciones de esta edición fueron un relanzamiento de sus trabajos anteriores, con excepción de las dos versiones del tema Princess Toyotomi, que se incluyó en el film del mismo nombre. Las intérpretes presentes en la edición fueron —además de las actuales—  Órla Fallon, Lynn Hilary, Méav Ní Mhaolchatha, Alex Sharpe y Hayley Westenra.

#### Lista de temas
| Believe (Japanese Edition) |                                                  |                                                              |          |  |
| N.º                        | Título                                           | Intérprete(s)                                                | Duración |  |
| 1.                         | «Princess Toyotomi»                              | Agnew / Kelly / Nesbitt / Lambe                              | 4:25     |  |
| 2.                         | «You Raise Me Up»                                | Agnew / Fallon / Kelly / Nesbitt / Ní Mhaolchatha            | 4:33     |  |
| 3.                         | «Brahms’ Lullaby»                                | Chloë Agnew                                                  | 2:20     |  |
| 4.                         | «Over the Rainbow»                               | Agnew / Fallon / Ní Mhaolchatha / Westenra                   | 2:40     |  |
| 5.                         | «Beyond the Sea»                                 | Agnew / Fallon / Kelly / Nesbitt / Ní Mhaolchatha / Westenra | 3:23     |  |
| 6.                         | «When You Wish Upon A Star»                      | Kelly / Nesbitt                                              | 3:18     |  |
| 7.                         | «When You Believe»                               | Chloë Agnew                                                  | 4:30     |  |
| 8.                         | «Goodnight My Angel»                             | Agnew / Kelly /Hilary                                        | 3:16     |  |
| 9.                         | «Ave Maria»                                      | Chloë Agnew                                                  | 2:56     |  |
| 10.                        | «The Sky And The Dawn And The Sun»               | Agnew / Fallon / Kelly / Nesbitt / Ní Mhaolchatha / Westenra | 5:23     |  |
| 11.                        | «Danny Boy»                                      | Méav Ní Mhaolchatha                                          | 3:26     |  |
| 12.                        | «Walking In the Air»                             | Chloë Agnew                                                  | 3:39     |  |
| 13.                        | «Somewhere»                                      | Agnew / Fallon / Kelly / Ní Mhaolchatha                      | 2:14     |  |
| 14.                        | «Amazing Grace»                                  | Agnew / Sharpe / Kelly / Nesbitt / Hilary                    | 4:58     |  |
| 15.                        | «Princess Toyotomi (Film Version) (Bonus Track)» | Agnew / Kelly / Nesbitt / Lambe                              | 4:35     |  |
| 55:36                      |                                                  |                                                              |          |  |

## DVD
| Believe — Live |                                                           |                                     |          |  |
| N.º            | Título                                                    | Intérprete(s)                       | Duración |  |
| 1.             | «Awakening»                                               | Agnew / Kelly / Nesbitt / Lambe     |          |  |
| 2.             | «Follow On»                                               | Lisa Kelly                          |          |  |
| 3.             | «The Foxhunter»                                           | Máiréad Nesbitt                     |          |  |
| 4.             | «Nocturne»                                                | Agnew / Nesbitt                     |          |  |
| 5.             | «Sailing»                                                 | Agnew / Kelly / Nesbitt / Lambe     |          |  |
| 6.             | «Bridge over Troubled Water»                              | Agnew / Kelly / Lambe               |          |  |
| 7.             | «Black Is the Colour»                                     | Lisa Lambe                          |          |  |
| 8.             | «The World Falls Away»                                    | Agnew / Kelly / Lambe               |          |  |
| 9.             | «My Heart Was Home Again»                                 | Kelly / Lambe                       |          |  |
| 10.            | «A Tribute to Broadway: I Dreamed a Dream Circle of Life» | Agnew / Kelly Agnew / Kelly / Lambe |          |  |
| 11.            | «Téir Abhaile Riú»                                        | Agnew / Kelly / Nesbitt / Lambe     |          |  |
| 12.            | «A Woman’s Heart»                                         | Agnew / Kelly / Lambe               |          |  |
| 13.            | «The Water Is Wide»                                       | Kelly / Nesbitt                     |          |  |
| 14.            | «Green Grow the Rushes»                                   | Agnew / Kelly                       |          |  |
| 15.            | «You'll Never Walk Alone»                                 | Agnew / Kelly / Nesbitt / Lambe     |          |  |
| 16.            | «Smile»                                                   | Agnew / Kelly / Nesbitt / Lambe     |          |  |
| 17.            | «Walking the Night»                                       | Agnew / Lambe                       |          |  |
| 18.            | «A Spaceman Came Travelling»                              | Lisa Lambe                          |          |  |
| 19.            | «Ave Maria»                                               | Chloë Agnew                         |          |  |
| 20.            | «Mná na hÉireann»                                         | Máiréad Nesbitt                     |          |  |
| 21.            | «The Parting Glass»                                       | Agnew / Kelly / Nesbitt / Lambe     |          |  |